# Langosteros de Cancún
Los Langosteros de Cancún fue un equipo que participó en la Liga Mexicana de Béisbol con sede en Cancún, Quintana Roo, México.

## Historia
Los Langosteros tuvieron su debut durante la temporada de 1996, para llevar el mejor béisbol profesional de México de verano por primera vez a la ciudad de Cancún y al estado de Quintana Roo. El equipo llegó después de adquirir la franquicia de los Pericos de Puebla. El primer nombre que tuvieron fue el de los Langosteros de Quintana Roo ya que las series las alternaban entre la ciudad de Cancún y la ciudad de Chetumal donde utilizaban el Estadio de Béisbol Nachan Ka'an, jugaron en las dos ciudades durante dos años hasta que en 1998 se llevó un equipo a la ciudad de Chetumal con el nombre de Mayas de Chetumal, de esta manera los Langosteros pasaron a jugar únicamente en Cancún, por lo que tomaron el nombre de Langosteros de Cancún.
Los Langosteros clasificaron a su primer postemporada en 1997 cuando terminaron en segundo lugar de la zona sur con 61 ganados y 56 perdidos. En la primera ronda eliminaron a los Sultanes de Monterrey en 6 juegos en lo que sería la primera serie ganada de playoffs en su historia. En la segunda ronda fueron eliminados por los Diablos Rojos del México en 6 partidos.
En 1998 volvieron a terminar en segundo lugar de su zona con 62 ganados y 56 perdidos. En la primera ronda perdieron la serie 2 juegos a 4 con los Acereros de Monclova.
En la campaña de 1999 los langoteros terminaron como líderes de la zona sur con 63 ganados y 57 perdidos pero serían barridos por los Acereros de Monclova en la primera ronda.
En el año 2000 tuvieron la peor marca en su historia al terminar en último lugar de la liga con 38 ganados y 81 perdidos, después de esta campaña los langosteros tendrían temporadas malas quedando en los últimos lugares de la zona, a excepción de la temporada 2002 donde se quedaron cerca de conseguir nuevamente el boleto a la postemporada al terminarn en quinto lugar de la zona sur con 53 ganados y 55 perdidos.
La campaña de 2005 fue la última en la historia de la franquicia. Debido a que la ciudad fue afectada por el Huracán Wilma en la segunda semana de octubre, el equipo se vio ante problemas financieros por los daños que sufrió el estadio, por lo que el equipo tuvo que mudarse en la siguiente temporada a Poza Rica, Veracruz para convertirse en los Petroleros de Poza Rica.

## Estadio
Los Langosteros tuvieron como casa el Estadio Beto Ávila con capacidad para 9,500 espectadores.

## Jugadores

### Roster actual
Por definir.

### Jugadores destacados
- Abel Martínez.
- Raúl Sánchez.
- Efraín Valdez.
- Willis Otáñez.
- Gilberto Reyes.

### Números retirados
Ninguno.

### Novatos del año
- Mario Solano Aguirre #17

### Campeones Individuales

#### Campeones Bateadores
| Año | Nombre  | Porcentaje |
| --- | ------- | ---------- |
| NA  | Ninguno | NA         |

#### Campeones Productores
| Año | Nombre  | Producidas |
| --- | ------- | ---------- |
| NA  | Ninguno | NA         |

#### Campeones Jonroneros
| Año | Nombre  | Jonrones |
| --- | ------- | -------- |
| NA  | Ninguno | NA       |

#### Campeones de Bases Robadas
| Año | Nombre  | Bases |
| --- | ------- | ----- |
| NA  | Ninguno | NA    |

#### Campeones de Juegos Ganados
| Año | Nombre  | Récord |
| --- | ------- | ------ |
| NA  | Ninguno | NA     |

#### Campeones de Efectividad
| Año  | Nombre        | Porcentaje |
| ---- | ------------- | ---------- |
| 2002 | Edwin Hurtado | 1.38       |

#### Campeones de Ponches
| Año | Nombre  | Ponches |
| --- | ------- | ------- |
| NA  | Ninguno | NA      |

#### Campeones de Juegos Salvados
| Año  | Nombre       | Juegos |
| ---- | ------------ | ------ |
| 1998 | Tony Metoyer | 32     |